# Manfredonia Calcio
Manfredonia Calcio (pełna nazwa: Società Sportiva Manfredonia Calcio SRL) – włoski klub piłkarski, mający swą siedzibę w mieście Manfredonia. Obecnie gra w Serie C2. Manfredonia Calcio był to pierwszy klub, który posiadał boisko z włókien syntetycznych.

## Sukcesy
- Seconda Divisione Pugliese (1933/34, 1935/1936, 1949/50);
- Prima Categoria (1951/52);
- Promozione (1966/67, 1972/73, 1996/97);
- Serie D (2003/04);
- Serie C2 (2004/05).
- Serie C1 (2005/2006 (po nowym podziale ligi po sezonie 2007/08 drużyna przeniesiono do Serie C2.

## Najlepsi strzelcy
- 74  D'Errico Valerio
- 73  Pagni Dante
- 59  Grasso Luigi
- 54  Totaro Michele II
- 51  Tarallo Michele
- 50  Caputo Pasquale
- 49  Guerra Mario I
- 47  Cisternino Alessandro
- 42  Renzulli II Fedele
- 40  Borrelli II Massimo
- 38  Cataldo Luciano
- 34  D'Ambrosio Michele
- 34  Ciociola II Lorenzo
- 33  Cannarozzi Francesco
- 31  Vadacca Massimiliano
- 29  Ciuffreda Franco
- 29  Castriotta Saverio
- 27  Gentile Michele
- 26  Santoro Matteo
- 25  Capestrani Nunzio